# Charles Robert Cockerell

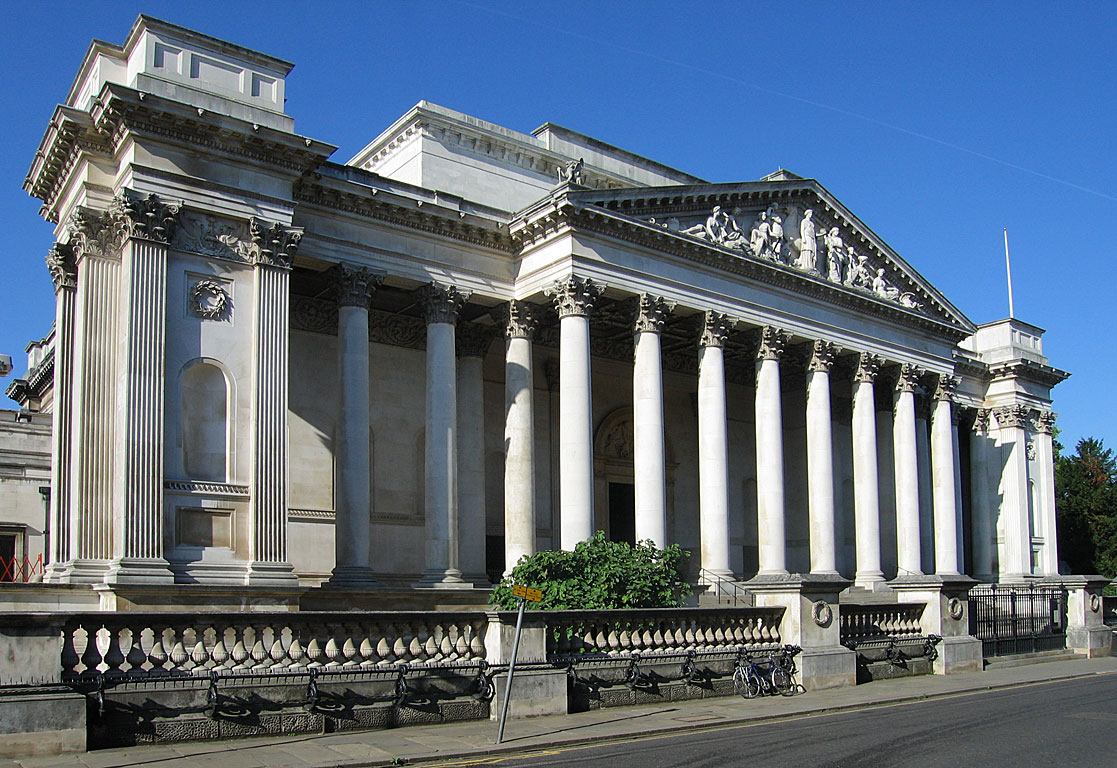
Fachada do Fitzwilliam Museum.

Charles Robert Cockerell (Londres, 27 de abril de 1788 – 17 de setembro de 1863) foi um arquiteto, arqueólogo e escritor inglês. 

## Biografia
Desde jovem aprendeu a prática arquitetônica de seu pai, Samuel Pepys Cockerell. Um de seus primeiros trabalhos foi auxiliar Robert Smirke na reconstrução do Covent Garden Theatre (precursor do atual Royal Opera House). Montou seu próprio escritório em 1817, sendo relativamente próspero, ganhando sua primeira Royal Gold Medal em arquitetura no ano de 1848, sendo eleito presidente do Royal Institute of British Architects em 1860. 
Como arqueólogo, Cockerell é lembrado por descobrir as ruínas do Templo de Apolo Epicuro em Bassae, próximo a Phigalia, que presentemente encontra-se no Museu Britânico. Foram incluídas réplicas dos restos do friso na biblioteca do Travellers Club, do qual Cockerell foi um sócio-fundador em 1819.
Com Jacques Ignace Hittorff e Thomas Leverton Donaldson, Cockerell foi ainda membro do comitê formado em 1836 para determinar se os mármores de Elgin e outros elementos da estatuária grega do Museu Britânico tinham sido originalmente coloridas.

## Principais construções
- 1822-1827 - O Saint David's Building, University of Wales, Lampeter.
- 1824-1829 - O National Monument, Edinburgh.
- 1829 - Igreja da Santa Trindade, Hotwells, Bristol
- 1835 - O Banco da Inglaterra, Courtney Street, Plymouth.
- 1838 - London & Westminster Bank, Lothbury, London (com William Tite).
- 1839-1845 - O Ashmolean Museum e Taylor Institution, Oxford University.
- 1844-1847 - O Banco da Inglaterra, Bristol.
- 1845 - O Banco da Inglaterra, King Street, Manchester.
- 1845-1848 - O Banco da Inglaterra, Liverpool.
- 1848 - Fitzwilliam Museum, Cambridge University.
- 1851-1854 - O Banco da Inglaterra, Castle Street, Liverpool.
- 1854 - St. George’s Hall, Liverpool.